# Anna Sieloff
Anna Diane Sieloff (* 2. April 1992 in Detroit, Michigan) ist eine US-amerikanische Fußballtorhüterin.

## Karriere
Während ihres Studiums an der University of North Carolina at Chapel Hill spielte Anna Sieloff von 2010 bis 2013 für das dortige Hochschulteam der North Carolina Tar Heels. Zur Rückrunde der Saison 2013/14 unterschrieb sie ihren ersten Profivertrag beim Bundesligaaufsteiger BV Cloppenburg. In Cloppenburg kam Sieloff jedoch zunächst nur in der zweiten Mannschaft in der Oberliga zum Einsatz und spielte lediglich am 8. Juni, dem letzten Spieltag der Saison, einmal in der Bundesliga. Zum Saisonende verließ sie Cloppenburg, das als Tabellenvorletzter den umgehenden Wiederabstieg in die 2. Bundesliga hinnehmen musste.

### Nationalmannschaft
Sieloff befand sich bis 2012 in den Aufgeboten der US-amerikanischen U-18- und U-20-Nationalmannschaften.